# Stictoptera nigrilinea
Stictoptera nigrilinea är en fjärilsart som beskrevs av Walker 1864. Stictoptera nigrilinea ingår i släktet Stictoptera och familjen nattflyn. Inga underarter finns listade i Catalogue of Life.